# Lijst van gemeentelijke monumenten in Hoenderloo
De plaats Hoenderloo ligt deels in de Nederlandse gemeente Apeldoorn en deels in de gemeente Ede. Hieronder een overzicht van de gemeentelijke monumenten.

## Apeldoorn
In het gedeelte van Hoenderloo dat in de gemeente Apeldoorn ligt, zijn er 15 gemeentelijke monumenten:
| Object                          | Bouwjaar | Architect | Locatie              | Coördinaten                  | Nr.         | Afbeelding                   |
| ------------------------------- | -------- | --------- | -------------------- | ---------------------------- | ----------- | ---------------------------- |
| Muziektent                      |          |           | Delerweg/Krimweg     | 52° 7' 6" NB, 5° 52' 57" OL  | 0200/WN1119 | Muziektent                   |
| Landgoed                        |          |           | Delerwoud            | 52° 6' 51" NB, 5° 53' 32" OL | 0200/WN1120 | Landgoed                     |
| Poortgebouw/boerderij           |          |           | Delerwoud            | 52° 7' 6" NB, 5° 53' 0" OL   | 0200/WN1121 | Meer afbeeldingen            |
| Watertoren                      |          |           | Delerwoud            | 52° 6' 42" NB, 5° 53' 46" OL | 0200/WN1122 | Meer afbeeldingen            |
| Dienstwoningcomplex met schuren |          |           | Delerwoud 11         | 52° 6' 41" NB, 5° 53' 44" OL | 0200/WN1123 | Meer afbeeldingen            |
| Drogerij/dienstwoning           |          |           | Delerwoud 15         | 52° 6' 42" NB, 5° 53' 49" OL | 0200/WN1124 | Meer afbeeldingen            |
| Drogerij/dienstwoning           |          |           | Delerwoud 17         | 52° 6' 43" NB, 5° 53' 49" OL | 0200/WN1125 | Meer afbeeldingen            |
| Kleine boerderij met bakhuis    |          |           | Delerwoud 18         | 52° 6' 41" NB, 5° 54' 8" OL  | 0200/WN1126 | Upload foto                  |
| Villa                           |          |           | Delerwoud 9          | 52° 6' 43" NB, 5° 53' 41" OL | 0200/WN1127 | Meer afbeeldingen            |
| Transformatorhuisje             |          |           | Delerwoud/Krimweg    | 52° 7' 7" NB, 5° 53' 0" OL   | 0200/WN1128 | Transformatorhuisje          |
| Boerderij met schuur            |          |           | Heldringsweg 11      | 52° 7' 12" NB, 5° 52' 44" OL | 0200/WN1129 | Boerderij met schuur         |
|                                 |          |           | Laan van Eikenhof 31 | 52° 7' 26" NB, 5° 52' 46" OL | 0200/WN1130 |                              |
| Vml school en directiewoning    |          |           | Nijegaardeweg 11     | 52° 7' 37" NB, 5° 52' 55" OL | 0200/WN1131 | Vml school en directiewoning |
| Recreatiewoning                 |          |           | Woeste Hoefweg 80    | 52° 6' 20" NB, 5° 56' 46" OL | 0200/WN1132 | Recreatiewoning              |
| Recreatiewoning                 |          |           | Woeste Hoefweg 82    | 52° 6' 20" NB, 5° 56' 46" OL | 0200/WN1133 | Recreatiewoning              |

## Ede
In het gedeelte van Hoenderloo dat in de gemeente Ede ligt, is er 1 gemeentelijk monument:
| Object                         | Bouwjaar | Architect          | Locatie       | Coördinaten                  | Nr.        | Afbeelding  |
| ------------------------------ | -------- | ------------------ | ------------- | ---------------------------- | ---------- | ----------- |
| De Windewaai, landhuis en tuin | 1921     | Henri Van de Velde | Delenseweg 65 | 52° 6' 17" NB, 5° 52' 48" OL | 0228/GM133 | Upload foto |